# Kadir Söylemez
Kadir Söylemez (* 30. Januar 1981 in Denizli) ist ein türkischer Fußballspieler.

## Karriere
Söylemez begann seine Profikarriere bei Sidespor und wechselte 2003 zu Denizli BB, wo er in 31 Spielen 15 Tore erzielen konnte. Daraufhin wurde er von Sakaryaspor verpflichtet, konnte sich dort aber nicht durchsetzen und wechselte erneut, diesmal zu Istanbul BB. Nach diversen Zwischenstationen landete er 2009 bei Van BB, wo er 20 Tore in 62 Spielen erzielen konnte.
Eine erfolgreiche Zeit hatte er auch bei Çine Madranspor, mit dem er in der Saison 2013/14 den Aufstieg feiern konnte. Söylemez hatte mit 19 Toren in der Liga und einem Doppelpack bei dem 3:2-Sieg im Play-off-Spiel gegen Manisa BB in der 84. und 87. Minute großen Anteil daran. Dennoch wechselte er nach dem Aufstieg zu Muğlaspor.